# Orbagna
Orbagna foi uma comuna francesa na região administrativa de Borgonha-Franco-Condado, no departamento de Jura. Estendia-se por uma área de 4,11 km². Em 2010 a comuna tinha 181 habitantes (densidade: 44 hab./km²).
Em 1 de janeiro de 2019, passou a formar parte da nova comuna de Beaufort-Orbagna.